# 信太弘樹
信太 弘樹（しだ ひろき、1989年6月24日 - ）は、茨城県行方市出身のハンドボール選手。日本ハンドボールリーグのジークスター東京所属。

## 経歴
行方市立麻生中学校時代の2004年に第13回JOCジュニアオリンピックカップでオリンピック有望選手に選ばれた。
中学卒業後は茨城県立藤代紫水高等学校へ進学し、2005年に日本代表U-16に選出。
2006年は全国高等学校ハンドボール選抜大会で初優勝に貢献し、優秀選手賞を受賞。6月には第2回アジアユース選手権の日本代表U-19に選出され、8月には第10回アジア男子ジュニア選手権の日本代表U-21に選出。高校生での選出は信太と同じ藤代紫水高の1学年上である小室大地の2名だけだった。
2007年は春の高校選抜で2年連続優勝を果たし、最優秀選手に選ばれた。
高校卒業後は日本体育大学へ進学。2008年の第11回男子ジュニアアジア選手権で日本代表U-21に選出された。
2009年は関東学生ハンドボール・春季リーグで優秀新人賞を受賞。秋季リーグでは得点王（85得点）のタイトルを獲得し、優秀選手賞を受賞した。同年の全日本学生ハンドボール選手権大会（インカレ）では優秀選手賞を受賞。
2010年は春季リーグで2季連続で優秀選手賞を受賞。6月に第20回世界学生ハンドボール選手権の日本代表U-24に選出。同月に行われたジャパンカップで日本代表に初選出された。秋季リーグでは3季連続で優秀選手賞を受賞。同年のインカレでは2年連続で優秀選手賞を受賞した。
2011年は春季リーグで4季連続となる優秀選手賞を受賞。秋季リーグでは3季ぶりの優勝に貢献し、最優秀選手賞を受賞した。インカレで2年ぶりの優勝を果たし、3年連続となる優秀選手賞を受賞。
2012年に日本ハンドボールリーグの大崎電気へ加入。7月の第2回社会人選手権では最優秀新人賞を受賞した。2012-13年シーズンは全16試合に出場。
2013年7月に第18回ヒロシマ国際ハンドボール大会の日本代表に選出。第3回社会人選手権ではベストセブンに選ばれた。2013-14年シーズンはリーグ4位の86得点を記録し、ベストセブンに選出された。
2014年は第66回日本選手権で最優秀選手賞を受賞。2014-15年シーズンは2年連続でベストセブンに選出された。
2015年は第5回社会人選手権で2年ぶりにベストセブンに選出。11月にはリオデジャネイロオリンピック・アジア予選に日本代表として出場。
2016年は第6回社会人選手権で2年連続3回目となるベストセブンに選ばれた。第68回日本選手権ではトヨタ車体との決勝で両チーム最多の8得点を挙げ、延長戦では決勝点となるシュートを放ち、最優秀選手となった。2016-17年シーズンは2年ぶり3度目のベストセブンに選出された。
2017-18年シーズンはトヨタ車体とのプレーオフ決勝で両チーム最多の7得点を記録し、最高殊勲選手賞を受賞した。
2019-20年シーズン終了後、大崎電気を退団。21年シーズンより日本リーグ参加を表明しているジークスター東京へ移籍を発表。背番号は33。

## 詳細情報

### 年度別成績
| 年       | チーム   | 試合 | フィールド 得点 | 率   | 7m  | 合計    | 警告 | 退場 | 失格 |
| -------- | -------- | ---- | --------------- | ---- | --- | ------- | ---- | ---- | ---- |
| 2012-13  | 大崎電気 | 16   | 52/90           | .578 | 0/0 | 52/90   | 2    | 8    | 0    |
| 2013-14  | 大崎電気 | 16   | 86/147          | .585 | 0/0 | 86/147  | 9    | 9    | 0    |
| 2014-15  | 大崎電気 | 15   | 80/162          | .494 | 0/0 | 80/162  | 9    | 5    | 0    |
| 2015-16  | 大崎電気 | 11   | 51/80           | .638 | 0/0 | 51/80   | 5    | 3    | 0    |
| 2016-17  | 大崎電気 | 16   | 57/107          | .533 | 0/0 | 57/107  | 5    | 3    | 0    |
| 2017-18  | 大崎電気 | 20   | 56/124          | .452 | 0/0 | 56/124  | 2    | 5    | 0    |
| 2018-19  | 大崎電気 | 24   | 100/187         | .535 | 0/0 | 100/187 | 4    | 1    | 0    |
| JHL：7年 | JHL：7年 | 118  | 482/897         | .537 | 0/0 | 482/897 | 36   | 34   | 0    |

- 各年度の太字はリーグ最高

### タイトル・表彰

#### 日本ハンドボールリーグ
- 最高殊勲選手賞：1回 (2017年)
- ベストセブン賞：3回 (2013年・2014年・2016年)

#### 日本選手権
- 最優秀選手賞：2回 (2014年・2016年)

#### 社会人選手権
- ベストセブン：4回 (2013年・2015年・2016年・2019年)
- 最優秀新人賞 (2012年)

### 記録

#### 日本ハンドボールリーグ
- フィールドゴール初得点：2012年9月1日、対豊田合成戦（和光市総合体育館）[34]

### 背番号
- 24 (2012年 - )